# 包装库
在计算机科学领域，包装库（英語：wrapper library，也称封装库）是一种函数库，可以将其它函数库已存在的接口翻译成另一种兼容接口。
包装库通常只是一小层代码（即「垫片」），它之所以存在，是为了：
- 改良设计存在缺陷或者过于复杂的接口
- 沟通无法协作的代码（例如数据格式不兼容）
- 跨语言、跨运行时系统交互